# Witold Welcz
Witold Eugeniusz Welcz (pseud. Wiktor Zawada) (ur. 13 września 1931 w Biłgoraju, zm. 26 marca 2006 w Lublinie) – polski dziennikarz, publicysta, prozaik.

## Życiorys
Był synem Bolesława Welcza (ur. 1905) i Heleny Welcz, z d. Kucharskiej (ur. 1910). Jego ojciec pracował jako księgowy, matka jako kancelistka. Miał dwóch braci: Jerzego (ur. 1935) i Andrzeja (ur. 1948).
Urodził się w Biłgoraju. W roku 1955 ukończył studia na Wydziale Prawa w UMCS. Od lat studenckich współpracował z redakcjami czasopism lubelskich i z rozgłośnią Polskiego Radia w Lublinie. W latach 1955–1957 był redaktorem dziennika „Sztandar Ludu”. Następnie pracował w „Kurierze Lubelskim”. Był członkiem Stowarzyszenia Dziennikarzy Polskich oraz Związku Literatów Polskich.
Zmarł w Lublinie. Jest pochowany na cmentarzu przy ul. Lipowej w Lublinie.

## Twórczość
W połowie lat 60. zajął się twórczością literacką. Pod pseudonimem „Wiktor Zawada” pisał powieści dla młodzieży:
- Kaktusy z Zielonej ulicy (1967)
- Wielka wojna z czarną flagą (1968)
- Leśna szkoła strzelca Kaktusa (1969)
- Szukam pana Kalandra (1971)
- Globus i pałka (1985)
- Łącznik z puszczy (1986)